# Актау
Актау (на казахски: Ақтау – „бяла гора“) е град в Мангистауска област, Казахстан.
Населението му е 183 581 жители (по приблизителна оценка от януари 2018 г.). Пристанище е на Каспийско море. Намира се в часова зона UTC+5. Пощенският му код е 130000, а телефонният – +7 7292.